# Junior Flores
Herbert Mejia "Junior" Flores (* 26. März 1996 in Los Angeles) ist ein US-amerikanischer Fußballspieler.

## Karriere
Flores spielte in seiner Jugend beim Great Falls Soccer Club und an der Sportakademie IMG in Bradenton. Er wechselte zur Saison 2013/14 in die U-19-Auswahl von Borussia Dortmund. Seinen ersten Profi-Einsatz hatte er am 4. April 2015 für Borussia Dortmund II in der 3. Liga im Spiel gegen die Stuttgarter Kickers.

## Privates
Flores wurde in Los Angeles geboren, seine Eltern stammen aus El Salvador.